# Peña Ubiña
Peña Ubiña är en bergstopp i Spanien.   Den ligger i regionen Asturien, i den norra delen av landet, 300 km nordväst om huvudstaden Madrid. Toppen på Peña Ubiña är 2 417 meter över havet.
Terrängen runt Peña Ubiña är kuperad åt sydväst, men åt nordost är den bergig. Peña Ubiña är den högsta punkten i trakten. Runt Peña Ubiña är det mycket glesbefolkat, med 3 invånare per kvadratkilometer. Närmaste större samhälle är Pola de Lena, 18,9 km nordost om Peña Ubiña. Trakten runt Peña Ubiña består till största delen av jordbruksmark.